# Гейкер, Нина Павловна
Ни́на Па́вловна Ге́йкер (20 октября 1958, Ачан, Амурский район, Хабаровский край — 31 июля 2023, там же) — советская, затем российская певица и хормейстерка, Почётный гражданин Амурского района. Её многолетняя работа сказительницей и распространительницей нанайского фольклора и культуры была отмечена премией Правительства Российской Федерации «Душа России» (2011).

## Биография
Нина Павловна Гейкер родилась 20 октября 1958 года в селе Ачан Амурского района Хабаровского края в семье потомственного рыбака и охотника Павла Ивановича Ходжера и солистки нанайского ансамбля «Сиун» Надежды Тарасовны Ходжер. В 1983 Нина Павловна окончила Хабаровское училище искусств по классу «Дирижёр академического хора», затем в 1994 получила специальность режиссёра театрализованных массовых представлений в Хабаровском государственном институте культуры и искусства.
Скончалась Нина Павловна 30 июля 2023 года после продолжительной болезни в Ачане. Выражая соболезнования, в заявлении Министерства культуры Хабаровского края отметили её вклад в развитие и распространение нематериальной нанайской культуры в крае.

## Творчество
Началом творческой деятельности Нины Гейкер считается 1982 год, когда она заняла пост художественного руководителя Дома культуры в родном селе. Спустя четыре года работы вместе с поэтом Понгсой Киле она создала в национальном культурном центре Ачана ансамбль «Тасима» — продолжателя традиций созданного раннее ансамбля «Сиун». Работу в новосозданном «Тасиме» Гейкер совмещала с просвещением своих земляков — она призывала детей учить нанайский язык, их матерей возрождать искусство национальной вышивки и выделки рыбьей кожи, остальных же жителей собирать фольклор. Спектр знаний Нины Павловны вмещал в себя нанайский фольклор, этнографию, обычаи и ритуальные обряды, музыкальные традиции нанайского народа.
Под её руководством ансамбль «Сиун» в 1986 году получил звание «народного», стал лауреатом Всероссийского фестиваля народного творчества «Салют победы» и обладателем гран-при Всероссийского фестиваля коренных малочисленных народов Севера, а ансамбль «Тасима» в 1996 стал «образцовым». Её работа в ансамблях, исполнение своих, а также песен других нанайских авторов были в 1989 году запечатлены в документальных фильмах «В гнезде птенца обереги» и «Исцеление радостью» от Новосибирской телестудии при содействии Российской академии наук. Исследователи отмечали её стремление ставить на сцене только сюжеты из нанайского фольклора, добавляя в них фрагменты из народных сказок, обрядов и легенд. География сольных выступлений и её ансамблей Нины Павловны не ограничивались российскими сценами — их выступления видели во Франции, Чехословакии, Болгарии, Корее, Китае, Японии, Норвегии, США, Таиланде и на Филиппинах.
В 2003 году при поддержке Министерства природных ресурсов Правительства Хабаровского края был выпущен диск «Сердцем рождённые песни» с песнями в исполнении Нины Гейкер, а также кассета с её песнями «Моя любовь – нанайская песня». Спустя год на студии научно-образовательного творческого объединения культуры Хабаровского края были сделаны записи всех песен певицы — диск вышел под названием «Песни сердца». В 2016 году при поддержке Министерства природных ресурсов Правительства Хабаровского края был выпущен третий диск записей песен Нины Гейкер «Словами предков пою». Особый общественный интерес вызвала её исполнение нанайской колыбельной за авторством поэта Понгсы Киле. В разборе песни от Гейкер в проекте Arzamas отметили, что из-за того, что у нанайцев запрещено полностью исполнять личные песни, Нина Гейкер ограничилась исполнением четырёх строф, дополнив их фрагментом из песни «Чянг-чянг» Валентины Киле и собственной аранжировкой (певица использовала нанайский национальный инструмент капя, издающий звук льдинок, свистульку из бересты и дудку из кости косули), опираясь на традиции нанайских напевов колыбельных. Релиз песни состоялся в «Яндекс Музыке» в рамках проекта «Туры в культуры» от «Яндекс Путешествия».

## Дискография
Альбомы
- Сердцем рождённые песни (2003);
- Моя любовь — нанайская песня (2003);
- Песни сердца (2004);
- Словами предков пою (2016);

Синглы
- Нанайская колыбельная (2022).

## Награды. Память
- Почётный гражданин Амурского района[7];
- Премия Правительства Российской Федерации «Душа России» в номинации «традиционная народная культура» (2011) — за вклад в развитие народного творчества[11];
- Памятный знак Правительства Хабаровского края «За особые заслуги в области культуры» (2018)[12];
- Почётная грамота Министерства культуры Российской Федерации (2021)[13];
- Имя певицы носит Национальный культурный центр «Силэмсэ» в Ачане[14].